# پل خیابان گرند
پل خیابان گرند، که قبلاً با نام پل خیابان ایندیانا شناخته می‌شد، یک پل بازشو با محور ثابت در شیکاگو، ایلینوی است که از روی شاخه شمالی رود شیکاگو عبور می‌کند.

## تاریخچه
قبل از افتتاح پل فعلی در سال ۱۹۱۳، یک پل چرخشی جایگزین پل فعلی بود. این پل چرخشی چوبی و آهنی در سال ۱۸۶۹ افتتاح شد.
پل چرخشی به نفع یک پل بازشوی جدید برچیده شد که در ۱۳ دسامبر ۱۹۱۳ افتتاح شد. چند ماه قبل، در ۱۵ اوت ۱۹۱۳، خیابان ایندیانا به خیابان گرند تغییر نام یافت که بخشی از تغییرات سراسری نام خیابان‌ها در شهر بود.